# Phonologie panchronique
La phonologie panchronique est une branche de la phonologie historique (linguistique diachronique). Son objectif est de formuler des généralisations au sujet des changements phonétiques qui ne concernent pas seulement une langue ou un groupe de langues particulier, mais aient une valeur générale : décrire les conditions d'apparition et de disparition des phénomènes phonologiques.

## Origine du terme "panchronique"
Le terme "panchronique' dans son emploi en science du langage remonte (au moins) à Saussure, qui l'emploie pour renvoyer aux principes les plus généraux, indépendants d'événements concrets de l'histoire de telle ou telle langue. Le projet d'une phonologie panchronique, en revanche, a été formulé par André-Georges Haudricourt, en particulier dans ses articles programmatiques de 1940 et 1973. Une monographie (préliminaire) a été publiée avec Claude Hagège en 1978 sous le titre La Phonologie panchronique.

## Principes de la phonologie panchronique
Au-delà des études de cas, l'un des objectifs de la linguistique comparée est de rassembler des données afin de constituer un inventaire des types les plus communs de changements phonétiques, et de leur conditionnement (expliciter les conditions dans lesquelles ces changements se produisent). Tel est le projet central de la phonologie panchronique: formuler des généralisations à propos du changement phonétique qui soient indépendantes de toute langue particulière. Haudricourt (1973) baptise cette approche "phonologie panchronique". Les lois panchroniques sont obtenues par induction à partir d'une enquête typologique portant sur des événements diachroniques bien attestés; l'analyse de ces événements (changements) éclaire leurs conditions d'apparition. À leur tour, les principes panchroniques peuvent être utilisés pour éclairer une situation historique spécifique.
La phonologie panchronique constitue un programme de recherche, et non un modèle complet et achevé du changement linguistique. Il a été souligné que l'ouvrage La Phonologie panchronique, co-écrit par Hagège et Haudricourt, ne fait qu'effleurer les nombreux sujets qu'elle aborde.
Dans la pratique, l'approche panchronique nécessite la compilation du plus large inventaire possible des cas de changement attestés, inventaire accompagné d'informations détaillées au sujet de l'état du système linguistique dans lequel chaque changement a eu lieu. L'étude des changements en cours constitue une autre source importante d'information sur les mécanismes du changement phonétique; une attention particulière est donc accordée, en phonologie panchronique, à l'étude d'états instables, ainsi qu'à l'analyse de la variation phonétique synchronique. L'un des objectifs de l'approche panchronique de la phonologie est de relier les résultats qui concernent la variation synchronique et ceux qui concernent les résultats à long terme du changement historique.

## Exemples de régularités panchroniques
- L'article programmatique publié par Haudricourt en 1940 propose l'exemple suivant: le changement d'un groupe /st/ en voyelle+/st/ (en position initiale de mot) peut se produire lorsque les quatre conditions suivantes sont remplies: (i) l'initiale /st/ n'est pas significativement plus fréquente que V+/st-/; (ii) la séquence V+/st/ est autorisé en position finale de mot; (iii) l'accent ne porte pas sur la syllabe initiale du mot; (iv) si le mot où le changement doit se produire a N syllabes, les mots de N+1 syllabes doivent être autorisés par la structure phonologique de la langue.
- Haudricourt 1965[6] et Ferlus 1979[7] offrent un deuxième exemple: la modélisation de la transphonologisation de l'opposition de voisement entre consonnes initiales. Après un passage par un stade où cette opposition est portée par des types de voix différents (qualités de voix sur la voyelle suivante: voix soufflée s'opposant à voix modale, ou voix modale s'opposant à voix glottalisée), cette opposition devient tonale si la langue avait déjà des tons: cela crée une bipartition (ou tripartition) dans le système tonal. Sinon, l'opposition se fixe en une différence de timbre vocalique: une bipartition du système vocalique. Ce modèle s'applique à de nombreuses langues d'Asie orientale et d'Asie du Sud-Est. Une formulation généralisée de ce modèle est proposée par Ferlus (2009)[8].

## Phonologie panchronique, phonologie fonctionnelle, phonologie historique et phonologie évolutionniste

### Phonologie panchronique et phonologie fonctionnelle
L'approche panchronique de la phonologie s'inscrit dans la lignée des approches structurales de la diachronie. Ces approches structurales étudient la manière dont les systèmes phonologiques réagissent aux causes de changement. Une des principales sources du changement réside dans l'antagonisme constant entre la tendance à l'intégration phonologique (qui tend à créer des systèmes symétriques), d'une part, et d'autre part la tendance à la simplification de chacune des combinaisons de sons (tendance au moindre effort: économie phonétique). L'économie phonologique tend à combler les cases vides dans les systèmes phonologiques, tandis que l'économie phonétique tend précisément à créer de telles cases vides. Parmi les changements possibles (ceux auxquels la structure du système est propice en un temps t), l'évolution qu'attestera une langue donnée dépend en partie de l'état de son système phonologique, par exemple – pour prendre la nasalité pour exemple – son inventaire de phonèmes nasals (consonnes et voyelles), les contraintes phonotactiques auxquelles ces phonèmes sont soumis, et le rendement fonctionnel qui est le leur dans le système.
Martinet était sceptique quant à la possibilité d'établir des lois panchroniques du changement linguistique. Il jugeait que les facteurs qui entrent en jeu dans les changements linguistiques sont d'une telle complexité qu'ils défient toute modélisation, de sorte qu'il serait impossible de parvenir à formuler des lois véritablement panchroniques. Martinet considérait néanmoins que la recherche de généralisations panchroniques avait néanmoins une utilité en tant qu'outil de recherche: "A la différence de certains autres fonctionnalistes, je ne suis pas tenté de postuler de lois panchroniques de l'évolution phonologique. Mais la recherche de lois générales peut conduire à ce que je considère comme des hypothèses fécondes.":164 Martinet prend l'exemple de la généralisation suivante, paraphrasée d'Haudricourt: "L'articulation d'un phonème ne présente une propension à la lénification que lorsque le phonème en question s'oppose à un autre phonème avec lequel il partage des traits distinctifs, mais qui s'en distingue par une articulation plus énergique ou plus complexe." :165 Martinet conclut: "Je me contenterais néanmoins d'appeler cela une hypothèse de travail plutôt qu'une loi panchronique, parce que je suis convaincu qu'on rencontrera un jour une langue dans laquelle la lénification des consonnes s'avérera résulter d'un faisceau de facteurs que les modèles linguistiques n'auront pas prévu." (ibid.)

### Phonologie panchronique et autres approches classiques en phonologie historique
Bien que le terme panchronique ne soit pas largement employé dans les travaux de phonologie des XXe et XXIe siècles, l'objectif qui consiste à formuler des généralisations à propos du changement phonétique qui soient indépendantes de toute langue particulière (et de tout groupe de langue particulier) est en réalité partagé par de nombreux diachroniciens. La généralisation de Labov en vertu de laquelle "dans un changement en chaîne, les voyelles périphériques deviennent plus ouvertes et les voyelles non périphériques moins ouvertes" (1994: 601) peut être considérée comme une loi panchronique. Plusieurs des généralisations au sujet de la nasalité proposées par Hyman visent pareillement à expliquer les états synchroniques par les processus qui y conduisent, et à parvenir à des lois générales au sujet du changement phonétique.

### Phonologie panchronique et phonologie évolutionniste
Le programme de recherche que constitue la phonologie panchronique est très proche de celui de la phonologie évolutionniste (Evolutionary Phonology), en dépit de certaines différences. La phonologie évolutionniste (formulée par Juliette Blevins) s'appuie notamment sur les travaux de John Ohala pour souligner que la variation phonétique constitue la principale source de changement phonologique. Cet accent mis sur les bases phonétiques du changement encourage un dialogue constant entre phonétique expérimentale et phonologie historique. Tous les spécialistes s'accordent à dire qu'il existe à tout moment des tendances phonétiques qui portent en germe des changements phonologiques; néanmoins, Labov (1994: 601) souligne que ces tendances, qui sont pour partie antagonistes entre elles, ne possèdent pas de pouvoir explicatif ni prédictif pour l'analyse de tel ou tel cas précis. Dans la perspective de la phonologie panchronique, les changements ne sont pas directement liés à des tendances phonétiques. Les partisans de modèles panchroniques relèveront que les universaux du changement linguistique qui se fondent sur des propriétés phonétiques soutiennent rarement un examen détaillé. L'existence d'une variation (synchronique) ne constitue qu'un des aspects du processus complexe que constitue le changement diachronique des systèmes sonores,.

### En français
- Claude Hagège et André-Georges Haudricourt, La Phonologie Panchronique : Comment les sons changent dans les langues, Paris, Presses Universitaires de France, coll. « Le Linguiste » (no 20), 1978 (ISBN 9782130355052)
- André-Georges Haudricourt, « Méthode pour obtenir des lois concrètes en linguistique générale », Bulletin de la Société de Linguistique de Paris, vol. 41, no 1,‎ 1940, p. 70–74
- André-Georges Haudricourt, « La linguistique panchronique nécessaire à la linguistique comparée, science auxiliaire de la diachronie sociologique et ethnographique », Ethnies, vol. 3,‎ 1973, p. 23–26
- Martine Mazaudon et Boyd Michailovsky, « La phonologie panchronique aujourd’hui : Quelques repères », dans Jocelyne Fernandez-Vest, Combats pour les langues du monde : Hommage à Claude Hagège, Paris, L’Harmattan, coll. « Grammaire et Cognition » (no 4), 2007, 351–362 p. (lire en ligne).
- André Martinet, Économie des changements phonétiques : Traité de phonologie diachronique, Paris, Maisonneuve & Larose, 2005 (1re éd. 1970) (ISBN 2706817887)
- Rivierre, Jean-Claude. 2011. “André-Georges Haudricourt et la phonologie : La phonologie panchronique en perspective.” Le Portique 27.
- Walter, Henriette. 1980. “À propos de La Phonologie Panchronique.” La Linguistique 16 (2): 141-144.

### En anglais
- Michel Ferlus, « What were the four divisions of Middle Chinese? », Diachronica, vol. 26, no 2,‎ 2009, p. 184–213 (DOI 10.1075/dia.26.2.02fer)
- Alexandre François, « Unraveling the history of the vowels of seventeen northern Vanuatu languages », Oceanic Linguistics, vol. 44, no 2,‎ 2005, p. 443–504 (DOI 10.1353/ol.2005.0034, lire en ligne)
- Guillaume Jacques, « A panchronic study of aspirated fricatives, with new evidence from Pumi », Lingua, vol. 121, no 9,‎ 2011, p. 1518–1538 (DOI 10.1016/j.lingua.2011.04.003, lire en ligne)
- Jacques, Guillaume 2013. "Le changement de son s>n en Arapaho", Folia Linguistica Historica 34:43-57
- André Martinet, The internal conditioning of phonological systems, Thiruvananthapuram (India), International School of Dravidian Linguistics, 1996
- Alexis Michaud, Guillaume Jacques et Robert L. Rankin, « Historical transfer of nasality between consonantal onset and vowel: From C to V or from V to C? », Diachronica, vol. 29, no 2,‎ 2012, p. 201–230 (DOI 10.1075/dia.29.2.04mic, lire en ligne)